# 約克敦
約克敦（英語：Yorktown），又稱約克鎮，是美國維吉尼亞州約克縣的縣治。在行政區劃上，屬於普查規定居民點。2010年約克敦的人口為195人。
1781年，英國軍隊于约克敦围困战后在此向大陸軍投降。约克敦是維吉尼亞歷史三角的一部分，也是殖民地公路的終點。

## 历史
約克敦由英國殖民者在1691年建立，得名於英格蘭的西北部的約克。最初，約克敦是一個用作向歐洲出口菸草的港口。小鎮的建立者是律師托馬斯·巴拉德（Thomas Ballard）和約瑟夫·林（Joseph Ring）。1696年，約克敦成為約克縣的縣治。儘管在當時約克敦只有不到200戶人家，但貿易卻非常繁榮。值得注意的是，直到美國獨立戰爭結束前，人們都習慣叫這個鎮子約克，而非約克敦。 

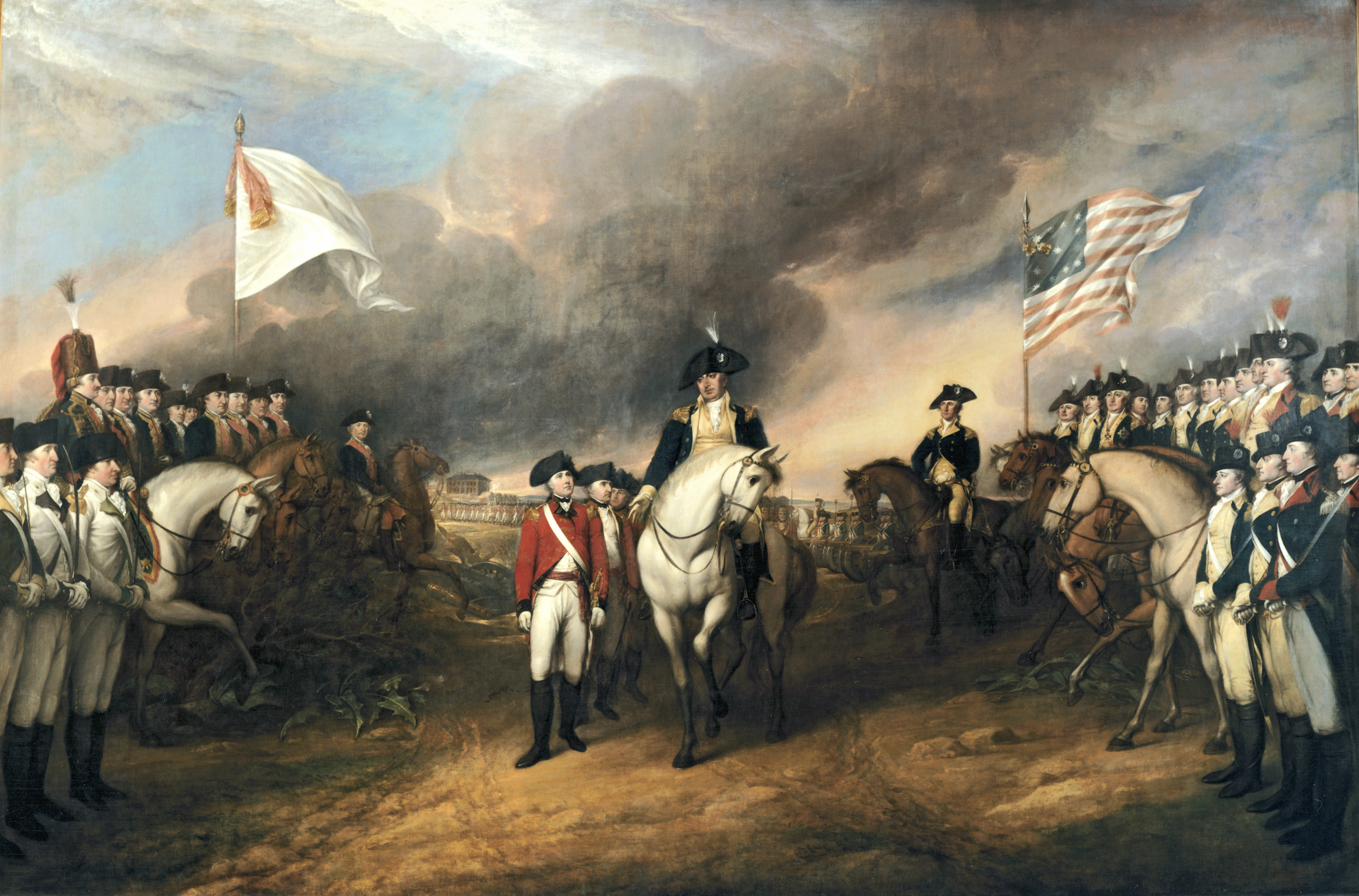
康沃利斯将军在约克敦向大陆军投降

1750年，約克敦的發展達到了頂峰，當時的鎮上一共有250到300棟房屋，人口迫近2000人。1781年，美國獨立戰爭接近尾聲時，康沃里斯將軍率領的英軍被美法聯軍圍困在約克敦後投降。這場戰役標誌著美國革命的結束。
在弗吉尼亞的首府從附近的威廉斯堡遷往里士滿以後，約克敦和附近村落的人口急遽下降。由於菸草種植佔據了太多土地，農民只能改種混合作物，以減少人工。不少人選擇從弗吉尼亞半島移民到西部的肯塔基、田納西等地。
1862年南北戰爭期間，半島戰役在此打響。聯邦軍隊佔領了約克敦。波托馬克軍團的喬治·B·麥克萊倫將軍選擇並將其作為進攻里士滿的軍事基地。
第一次世界大战期间，為了鞏固大西洋防線，美國政府從弗吉尼亞州購買了13000英畝（約53平方公里）的土地用來存放魚雷。這塊軍事設施橫跨了約克、詹姆斯城和華威三縣。

## 交通

### 公路
約克敦通過殖民地公路和附近的威廉斯堡、詹姆斯敦相連。附近的主要公路還有64號州際公路、60號國道、17號國道和199號州道。橫跨約克河的喬治·P·柯爾曼紀念大橋將約克敦和背面的格羅斯特角相連。

### 公共交通
威廉斯堡地區交通局（WATA）在約克敦內運營一條觀光巴士環線，每天都有班次。該服務於1999年開始。
約克敦沒有遠程巴士或火車站，最近的美鐵車站在紐波特紐斯和威廉斯堡。附近的機場是紐波特紐斯-威廉斯堡地區機場。

## 媒體
约克敦有两份主要的本地报纸，《每日讯息报》和《威廉斯堡-约克敦日报》。除此之外，汉普顿锚地的区域报纸在当地也很受欢迎。

## 人口
2010年人口普查显示约克敦有195人，较2000年少了8人，人口密度为122.5人/平方公里。约克敦共有126个住房单位，平均每平方公里有77.8个。
约克敦居民由91.79%的欧裔、6.67%的黑人或非裔、0.51%的亚裔和1.03%的其他族裔组成。在年龄分布上，8.72%的人口低于17岁，56.41%的人口介乎18至64岁，34.87%的人口高于65岁。男女性别比为101:100。

### 收入情况
约克敦人均收入为42775美元/年，每户中位数收入为60192美元/年。截止2019年9月，失业率为2.7%。

## 友好城市
- 德国茨韦布吕肯
- 法國旺德尔港